# Doble vidre aïllant

tall transversal d'una unitat de vidre aïllant.

Un doble vidre aïllant, vidre amb cambra d'aire o simplement, vidre doble. és un vidre format per dos o més làmines de vidre sense contacte directe entre elles, disposades paral·lelament i formant una sola unitat.
L'espai intermedi entre els vidres es sol omplir amb aire deshidratat o un altre gas inert, però també és possible fer-hi el buit, millorant així les seves prestacions. En qualsevol cas les cambres es tanquen hermèticament per tal d'evitar la circulació de l'aire i l'entrada de contaminants. La resistència tèrmica de la unitat es pot incrementar col·locant capes no-emissives, mitjançant la introducció de dipòsits metàl·lics a la cara interna de la cambra del vidre interior (d'una forma semblant al Vas Dewar). A principis del segle XXI aquest tipus de vidre ha desplaçat, als països desenvolupats, al vidre monolític en gran part de les construccions (principalment de zones climàtiques fredes), gràcies a les seves propietats aïllants.

## Característiques

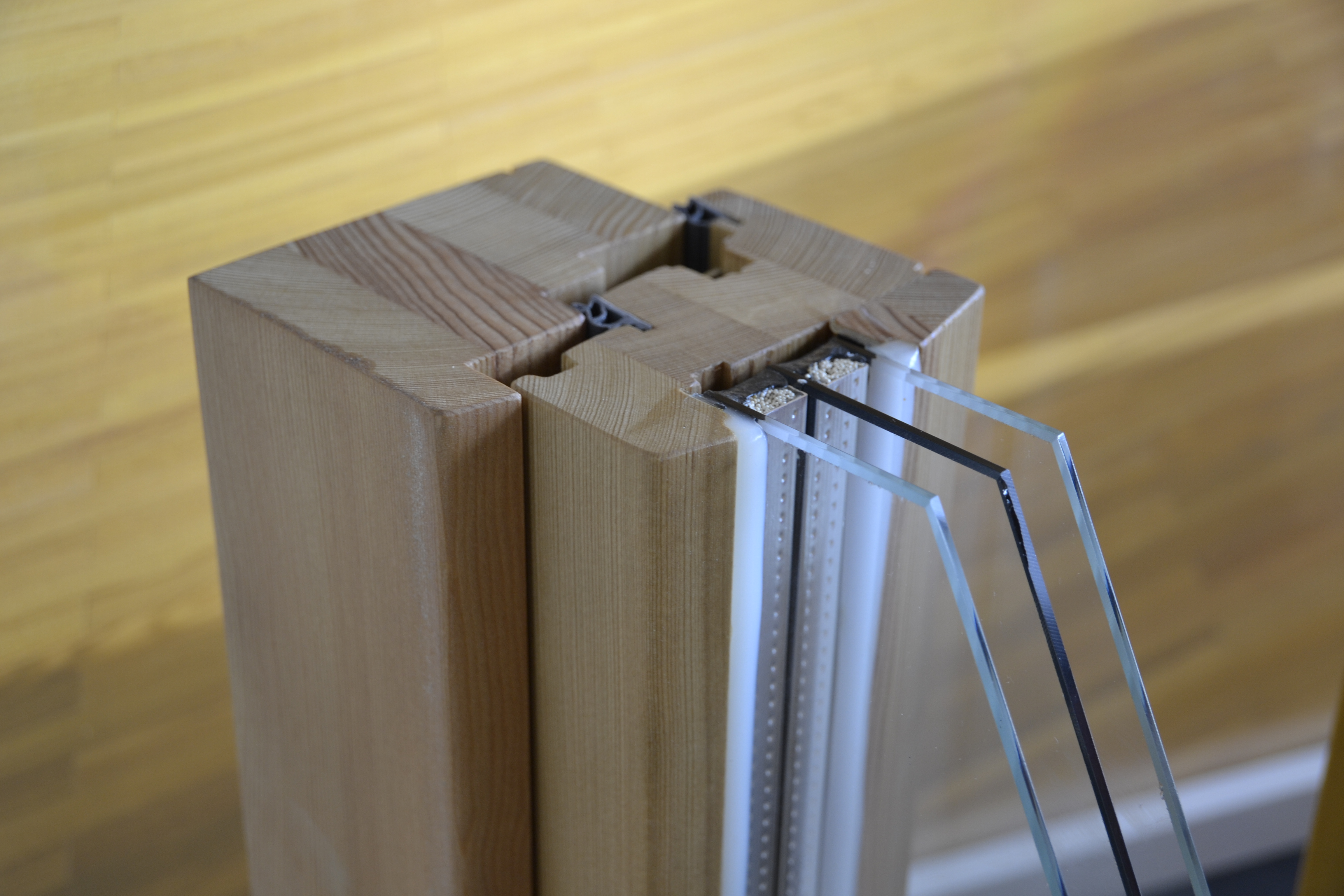
Mostra d'una finestra de fusta amb una unitat de vidre aïllant triple.

El gruix i el tipus de vidre depenen de la mida de la unitat i de l'exposició prevista al vent. També és funció dels requeriments de control solar, aïllament acústic i especificacions de seguretat i protecció.
El gruix total de les unitats de vidre aïllant més emprats en la construcció varia, segons les seves dimensions, entre 12 i 25 mm. Quan les dimensions del vidre són importants, pot arribar a tenir gruixos de fins a 35 mm. La massa d'un doble vidre pot variar entre els 15 i els 60 kg / m2, depenent principalment del gruix total de vidre emprat.
Les transmitàncies tèrmiques per als vidres dobles més senzills poden variar entre 3,30 W/m².K i 2,90 W/m².K, on un valor més baix significa millor aïllament. Entre els factors que influeixen en la transmitància es troben la qualitat del sistema de segellat, la substitució de l'aire per argó, la separació entre vidres i el nivell de emissió tèrmica del vidre. En el cas que un o dos dels vidres siguin de baixa emissivitat (Lowe) la transmitància tèrmica pot rondar entre 2,50 i 1,70 W/m².K.
En cas de necessitar més nivell d'aïllament pot usar-se el vidre triple emprant vidres de baixa emissió, que poden obtenir valors de transmitància tèrmica propers a 0,8 W/m². K.

## Mètode de fabricació
Per formar la cambra intermèdia, cada unitat de vidre aïllant conté un marc d'alumini farcit de tamís molecular de zeolita o gel de sílice (tots dos deshidratants), encara que també es poden fer altres estructures deshidratants similars que enganxin els dos vidres. Després aquest marc es fixa normalment amb algun tipus de butil i es segella amb silicona, polisulfur o poliuretà. Aquesta cambra pot estar farcida també amb algun gas noble, normalment argó o criptó, millorant així les propietats d'aïllament tèrmic. A Alemanya s'ha desenvolupat el vidre amb cambra al buit (de pocs mil·límetres de gruix). Amb aquesta solució es preveu que no hi hagi transmissió de calor per convecció o conducció.